# Sân bay Bournemouth
Sân bay Bournemoutht (IATA: BOH, ICAO: EGHH) (tên trước đây là sân bay Hurn và sân bay quốc tế Bournemouth) 
là một sân bay có cự ly 3,5 hải lý (6,5 km; 4,0 mi) về phía bắc đông bắc của Bournemouth, miền nam nước Anh. Sân bay Bournemouth được mở của với tên Căn cứ không quân hoàng gia Hurn vào năm 1941 và bắt đầu hoạt động bay thương mại vào cuối những năm 1950, với các chuyến bay của Palmair đến Majorca vào tháng 10 năm 1958.
Sau đó Ryanair và Thomson Airways đã có căn cứ hoạt động tại sân bay này, với các chuyến bay thường lệ phục vụ khu vực Tây Âu và khu vực Địa Trung Hải, với các chuyến bay thuê chuyến và thuê bay theo mùa đến Bắc Phi, Bắc Mỹ và vùng Caribbean . Số hành khách lên đến đỉnh điểm vào năm 2007 khi hơn một triệu lượt hành khách thông qua sân bay này. Trong năm 2013, tổng số hành khách là khoảng 660.000 hành khách.
25 Tháng 11 2008, Sân bay Bournemouth được xếp hạng sân bay tốt nhất ở Vương quốc Anh và tốt thứ ba trên thế giới, sau sân bay Changi Singapore và sân bay quốc tế Hồng Kông, theo bầu chọn của Travel Awards Daily Telegraph.
Bournemouth Airport có giấy phép cảng hàng không sử dụng công cộng của Cục hàng không Anh (số P736) cho phép các chuyến bay vận chuyển hành khách công cộng hay các chỉ dẫn bay. Ryanair và Thomson Airways vẫn là những hang hàng không chính sử dụng bay này. Sân bay Bournemouth thuộc sở hữu và điều hành bởi các Tập đoàn sân bay Manchester (MAG), đơn vị điều hành sân bay lớn nhất của Anh.